# Línea 2 (Limusa)
La línea 2 de la red de autobuses urbanos de Lorca (Limusa) une Apolonia con el centro comercial Parque Almenara.

## Características
Esta línea une el barrio de Apolonia con el centro comercial Parque Almenara, situado en la pedanía de Campillo. Sus horarios están coordinados con los de apertura del centro mencionado.
Al igual que todas las líneas urbanas, tiene parada en el Óvalo.
La línea mantiene los mismos horarios todo el año (exceptuando las vísperas de festivo y festivos de Navidad).
Algunos bonos no son válidos en esta línea; concretamente, aquellos dirigidos a estudiantes y jóvenes que practican actividades en instalaciones deportivas municipales.
Está operada por la empresa municipal Limusa, perteneciente al Ayuntamiento de Lorca.

## Horarios
| Lunes a jueves laborables                          |                                         |                                         |                                         |                                         |                                         |                                         |                                         |                                         |                                         |                                         |                                         |                                         |                                         |                                         |                                         |                                         |                                         |                                         |                                         |                                         |                                         |                                         |                                         |                                         |                                         |                                         |                                         |                                         |
| Barrio Apolonia > C. C. Parque Almenara            | Barrio Apolonia > C. C. Parque Almenara | Barrio Apolonia > C. C. Parque Almenara | Barrio Apolonia > C. C. Parque Almenara | Barrio Apolonia > C. C. Parque Almenara | Barrio Apolonia > C. C. Parque Almenara | Barrio Apolonia > C. C. Parque Almenara | Barrio Apolonia > C. C. Parque Almenara | Barrio Apolonia > C. C. Parque Almenara | Barrio Apolonia > C. C. Parque Almenara | Barrio Apolonia > C. C. Parque Almenara | Barrio Apolonia > C. C. Parque Almenara | Barrio Apolonia > C. C. Parque Almenara | Barrio Apolonia > C. C. Parque Almenara | C. C. Parque Almenara > Barrio Apolonia | C. C. Parque Almenara > Barrio Apolonia | C. C. Parque Almenara > Barrio Apolonia | C. C. Parque Almenara > Barrio Apolonia | C. C. Parque Almenara > Barrio Apolonia | C. C. Parque Almenara > Barrio Apolonia | C. C. Parque Almenara > Barrio Apolonia | C. C. Parque Almenara > Barrio Apolonia | C. C. Parque Almenara > Barrio Apolonia | C. C. Parque Almenara > Barrio Apolonia | C. C. Parque Almenara > Barrio Apolonia | C. C. Parque Almenara > Barrio Apolonia | C. C. Parque Almenara > Barrio Apolonia | C. C. Parque Almenara > Barrio Apolonia | C. C. Parque Almenara > Barrio Apolonia |
| 09                                                 | 10                                      | 11                                      | 12                                      | 13                                      | 14                                      | 15                                      | 16                                      | 17                                      | 18                                      | 19                                      | 20                                      | 21                                      | 22                                      | 09                                      | 10                                      | 11                                      | 12                                      | 13                                      | 14                                      | 15                                      | 16                                      | 17                                      | 18                                      | 19                                      | 20                                      | 21                                      | 22                                      | 23                                      |
| 00                                                 | 00                                      | 00                                      | 00                                      | 00                                      | 00                                      | 00                                      | 00                                      | 00                                      | 00                                      | 00                                      | 00                                      | 00                                      | 00                                      | 30                                      | 30                                      | 30                                      | 30                                      | 30                                      | 30                                      | 30                                      | 30                                      | 30                                      | 30                                      | 30                                      | 30                                      | 30                                      | 30                                      |                                         |
| Viernes laborables, sábados y festivos de apertura |                                         |                                         |                                         |                                         |                                         |                                         |                                         |                                         |                                         |                                         |                                         |                                         |                                         |                                         |                                         |                                         |                                         |                                         |                                         |                                         |                                         |                                         |                                         |                                         |                                         |                                         |                                         |                                         |
| Barrio Apolonia > C. C. Parque Almenara            | Barrio Apolonia > C. C. Parque Almenara | Barrio Apolonia > C. C. Parque Almenara | Barrio Apolonia > C. C. Parque Almenara | Barrio Apolonia > C. C. Parque Almenara | Barrio Apolonia > C. C. Parque Almenara | Barrio Apolonia > C. C. Parque Almenara | Barrio Apolonia > C. C. Parque Almenara | Barrio Apolonia > C. C. Parque Almenara | Barrio Apolonia > C. C. Parque Almenara | Barrio Apolonia > C. C. Parque Almenara | Barrio Apolonia > C. C. Parque Almenara | Barrio Apolonia > C. C. Parque Almenara | Barrio Apolonia > C. C. Parque Almenara | C. C. Parque Almenara > Barrio Apolonia | C. C. Parque Almenara > Barrio Apolonia | C. C. Parque Almenara > Barrio Apolonia | C. C. Parque Almenara > Barrio Apolonia | C. C. Parque Almenara > Barrio Apolonia | C. C. Parque Almenara > Barrio Apolonia | C. C. Parque Almenara > Barrio Apolonia | C. C. Parque Almenara > Barrio Apolonia | C. C. Parque Almenara > Barrio Apolonia | C. C. Parque Almenara > Barrio Apolonia | C. C. Parque Almenara > Barrio Apolonia | C. C. Parque Almenara > Barrio Apolonia | C. C. Parque Almenara > Barrio Apolonia | C. C. Parque Almenara > Barrio Apolonia | C. C. Parque Almenara > Barrio Apolonia |
| 09                                                 | 10                                      | 11                                      | 12                                      | 13                                      | 14                                      | 15                                      | 16                                      | 17                                      | 18                                      | 19                                      | 20                                      | 21                                      | 22                                      | 09                                      | 10                                      | 11                                      | 12                                      | 13                                      | 14                                      | 15                                      | 16                                      | 17                                      | 18                                      | 19                                      | 20                                      | 21                                      | 22                                      | 23                                      |
| 00                                                 | 00                                      | 00                                      | 00                                      | 00                                      | 00                                      | 00 30                                   | 00 30                                   | 00 30                                   | 00 30                                   | 00 30                                   | 00 30                                   | 00 30                                   | 00 30                                   | 30                                      | 30                                      | 30                                      | 30                                      | 30                                      | 30                                      | 30                                      | 00 30                                   | 00 30                                   | 00 30                                   | 00 30                                   | 00 30                                   | 00 30                                   | 00 30                                   | 00                                      |
| Domingos y festivos                                |                                         |                                         |                                         |                                         |                                         |                                         |                                         |                                         |                                         |                                         |                                         |                                         |                                         |                                         |                                         |                                         |                                         |                                         |                                         |                                         |                                         |                                         |                                         |                                         |                                         |                                         |                                         |                                         |
| Barrio Apolonia > C. C. Parque Almenara            | Barrio Apolonia > C. C. Parque Almenara | Barrio Apolonia > C. C. Parque Almenara | Barrio Apolonia > C. C. Parque Almenara | Barrio Apolonia > C. C. Parque Almenara | Barrio Apolonia > C. C. Parque Almenara | Barrio Apolonia > C. C. Parque Almenara | Barrio Apolonia > C. C. Parque Almenara | Barrio Apolonia > C. C. Parque Almenara | Barrio Apolonia > C. C. Parque Almenara | Barrio Apolonia > C. C. Parque Almenara | Barrio Apolonia > C. C. Parque Almenara | Barrio Apolonia > C. C. Parque Almenara | Barrio Apolonia > C. C. Parque Almenara | C. C. Parque Almenara > Barrio Apolonia | C. C. Parque Almenara > Barrio Apolonia | C. C. Parque Almenara > Barrio Apolonia | C. C. Parque Almenara > Barrio Apolonia | C. C. Parque Almenara > Barrio Apolonia | C. C. Parque Almenara > Barrio Apolonia | C. C. Parque Almenara > Barrio Apolonia | C. C. Parque Almenara > Barrio Apolonia | C. C. Parque Almenara > Barrio Apolonia | C. C. Parque Almenara > Barrio Apolonia | C. C. Parque Almenara > Barrio Apolonia | C. C. Parque Almenara > Barrio Apolonia | C. C. Parque Almenara > Barrio Apolonia | C. C. Parque Almenara > Barrio Apolonia | C. C. Parque Almenara > Barrio Apolonia |
| 09                                                 | 10                                      | 11                                      | 12                                      | 13                                      | 14                                      | 15                                      | 16                                      | 17                                      | 18                                      | 19                                      | 20                                      | 21                                      | 22                                      | 09                                      | 10                                      | 11                                      | 12                                      | 13                                      | 14                                      | 15                                      | 16                                      | 17                                      | 18                                      | 19                                      | 20                                      | 21                                      | 22                                      | 23                                      |
|                                                    |                                         |                                         |                                         |                                         |                                         |                                         | 00                                      | 00                                      | 00                                      | 00                                      | 00                                      | 00                                      | 00                                      |                                         |                                         |                                         |                                         |                                         |                                         |                                         | 30                                      | 30                                      | 30                                      | 30                                      | 30                                      | 30                                      | 30                                      |                                         |

## Recorrido y paradas

### Sentido Parque Almenara
| Código | Denominación          | Líneas de la parada |
| ------ | --------------------- | ------------------- |
| 14     | Apolonia              | 1 2                 |
| 76     | Los Ángeles           | 1 2                 |
| 51     | El Caño               | 1 2                 |
| 87     | Paso Encarnado        | 2                   |
| 97     | Ramón Arcas           | 2 7                 |
| 36     | Las Columnas          | 2 7                 |
| 84     | Óvalo - Azul y Blanco | 1 2 3               |
| 15     | Báscula Urbana        | 1 2 10              |
| 55     | Gálvez                | 1 2 10              |
| 12     | Bar Parada            | 1 2 10              |
| 67     | La Viña               | 1 2 10              |
| 135    | San Antonio           | 2                   |
| 30     | Centro Comercial      | 2                   |

### Sentido Apolonia
| Código | Denominación       | Líneas de la parada | Cercanías       |
| ------ | ------------------ | ------------------- | --------------- |
| 30     | Centro Comercial   | 2                   |                 |
| 68     | La Viña            | 1 2 10              |                 |
| 13     | Bar Parada         | 1 2 10              |                 |
| 56     | Gálvez             | 1 2 10              |                 |
| 16     | Báscula Urbana     | 1 2 10              |                 |
| 85     | Óvalo - Zurano     | 1 2 4 7 8 9 10      |                 |
| 37     | Las Columnas       | 1 2 4 8             |                 |
| 98     | Ramón Arcas        | 1 2 4 8             |                 |
| 107    | San Diego          | 1 2                 |                 |
| 52     | Estación San Diego | 1 2                 | Lorca-San Diego |
| 77     | Los Arcos          | 1 2                 |                 |
| 14     | Apolonia           | 1 2                 |                 |